# Bronson (Floride)
Pour les articles homonymes, voir Bronson.
La ville de Bronson est le siège du comté de Levy, situé dans l’État de Floride, aux États-Unis. Sa population s’élevait à 1 113 habitants lors du recensement de 2010.

## Démographie
| 1890 | 1930 | 1940 | 1950 | 1960 | 1970 |
| ---- | ---- | ---- | ---- | ---- | ---- |
| 291  | 694  | 758  | 624  | 707  | 698  |

| 1980 | 1990 | 2000 | 2010  | - | - |
| ---- | ---- | ---- | ----- | - | - |
| 853  | 875  | 964  | 1 113 | - | - |

## Source
- (en) Cet article est partiellement ou en totalité issu de l’article de Wikipédia en anglais intitulé « Bronson, Florida » (voir la liste des auteurs).